# District de Tonosí
Le district de Tonosí est l'une des divisions qui composent la province de Los Santos, au Panama. En 2010, le district comptait 9 787 habitants.

## Crédit d'auteurs
- (es) Cet article est partiellement ou en totalité issu de l’article de Wikipédia en espagnol intitulé « Distrito de Tonosí » (voir la liste des auteurs).